# セクニダゾール
セクニダゾール（英：Secnidazole、商品名Flagentyl、Sindose、Secnil、Solosec）はニトロイミダゾール系の抗感染症薬である。二核アメーバ症（dientamoebiasis）の治療に有効であることが報告されている 。Atopobium vaginaeに対しても試験が行われている。
米国において、セキニダゾールは成人女性の細菌性膣炎及びトリコモナス症の治療薬としてFDAに認可されている。